# Robert Mišković
Robert Mišković (* 20. Oktober 1999 in Ingolstadt) ist ein deutsch-kroatischer Fußballspieler.

## Karriere
Mišković begann seine fußballerische Laufbahn in seiner Heimatstadt bei DJK Ingolstadt und dem FC Ingolstadt. Anschließend ging er in die Heimat seiner Vorfahren und schloss sich dem NK Osijek an. Nach mehreren Stationen in Kroatien sowie Bosnien-Herzegowina wechselte er im August 2022 für eine kolportierte Ablösesumme in Höhe von 250.000 € zum tschechischen Erstligisten Baník Ostrava. Dort war er zwei Jahre aktiv, bevor er nach Rumänien zum FC Politehnica Iași in die SuperLiga wechselte. Doch schon Anfang 2025 kehrte er wieder nach Tschechien zurück und schloss sich dem Erstligisten 1. FC Slovácko an.

### Nationalmannschaft
Im Herbst 2018 kam Mišković in vier Testspielen der kroatischen U-20-Nationalmannschaft zum Einsatz.

## Sonstiges
Sein Vater ist Sasa Mišković (* 1970), der 1998/99 für den FC Augsburg in der damals drittklassigen Regionalliga Süd spielte.